# Slovenska Bistrica község
Slovenska Bistrica község község Északkelet-Szlovéniában, Podravska statisztikai régióban. Székhelye Slovenska Bistrica. Slovenska Bistrica község Slovenske Konjice, Oplotnica, Zreče, Lovrenc na Pohorju, Ruše, Hoče-Slivnica, Rače–Fram, Kidričevo, Majšperk és Poljčane községekkel határos. Lakosainak száma 26 206 fő (2023. január 1.).

## A község települései
A községhez 79 település (78 falu és egy város) tartozik:
Bojtina, Brezje pri Slovenski Bistrici, Bukovec, Cezlak, Cigonca, Devina, Dolgi Vrh, Drumlažno, Črešnjevec, Farovec, Fošt, Frajhajm, Gabernik, Gaj, Gladomes, Hošnica, Ješovec, Jurišna vas, Kalše, Kebelj, Klopce, Kočno ob Ložnici, Kočno pri Polskavi, Korplje, Kostanjevec, Kot na Pohorju, Kovača vas, Križni Vrh, Laporje, Leskovec, Levič, Lokanja vas, Lukanja, Malo Tinje, Modrič, Nadgrad, Ogljenšak, Ošelj, Planina pod Šumikom, Podgrad na Pohorju, Pokoše, Pragersko, Preloge, Prepuž, Pretrež, Razgor pri Žabljeku, Rep, Ritoznoj, Sele pri Polskavi, Sevec, Smrečno, Šmartno na Pohorju, Spodnja Ložnica, Spodnja Nova vas, Spodnja Polskava, Spodnje Prebukovje, Stari Log, Šentovec, Tinjska Gora, Trnovec pri Slovenski Bistrici, Turiška vas na Pohorju, Urh, Veliko Tinje, Slovenska Bistrica (Vendbeszterce), Videž, Vinarje, Visole, Vrhloga, Vrhole pri Laporju, Vrhole pri Slovenskih Konjicah, Žabljek, Zgornja Bistrica, Zgornja Brežnica, Zgornja Ložnica, Zgornja Nova vas, Zgornja Polskava és Zgornje Prebukovje.

## Népesség
| Lakosok száma | 24 363 | 24 586 | 25 043 | 25 197 | 25 265 | 25 398 | 25 484 | 25 552 | 25 827 | 26 206 |
|               | 2008   | 2009   | 2011   | 2012   | 2014   | 2015   | 2017   | 2018   | 2020   | 2023   |